# Yucatán (staat)
Yucatán (Yucateeks Maya: Uuyut’aan of Uluumil Cutz Yetel Ceh) is een van de 31 staten van Mexico, gelegen op het noordelijke deel van het gelijknamige schiereiland. Yucatán grenst aan Quintana Roo in het oosten, aan Campeche in het westen en aan de Golf van Mexico en de Straat Yucatán in het noorden. Yucatán heeft een oppervlakte van 38.402 km² en bijna 1.820.000 inwoners (2005). De hoofdstad en tevens grootste stad is Mérida, andere steden zijn Valladolid, Tekax, Motul en de havens Progreso en Sisal.

## Geografie
Yucatán is betrekkelijk laag gelegen en bestaat voor een groot deel uit kalksteen. Boven het kalksteen is een dunne laag vruchtbare bodem, waardoor de vegetatie relatief laag is. Yucatán is een van de weinige vlakke delen van Mexico. Alleen de in het westen van de staat gelegen Puucheuvels komen boven de 100 meter uit. Het schiereiland heeft vele witte stranden. Naast deze stranden zijn de Mayaruïnen (o.a. Chichén Itzá, Mayapan en Uxmal) een populaire toeristenbestemming.
Op het schiereiland Yucatán bevindt zich de Yucatán- of Chicxulubkrater. 65 miljoen jaar geleden kwam op deze plaats een projectiel uit de ruimte neer. De inslagkrater herinnert ons aan het inferno dat dit veroorzaakte; 60% van het leven op aarde, waaronder de dinosaurussen, stierf uit.
Yucatán kent nauwelijks rivieren, doch er zijn wel zoetwaterbronnen in de vorm van cenotes. Veel kustgebieden bestaan uit wetlands, waarvan er een aantal tot beschermde natuurgebieden benoemd zijn. Enkele koraalriffen in de Golf van Mexico, waarvan Arrecife de los Alacranes het grootste is, behoren ook tot de deelstaat. Yucatán wordt regelmatig getroffen door orkanen.

## Bevolking
Volgens de census van 2005 had de staat 1.818.948 inwoners. 37,3% van de bevolking van Yucatán is van indiaanse afkomst, meer dan in enig andere Mexicaanse staat. Het grootste deel hiervan is Maya. De belangrijkste inkomstenbronnen zijn landbouw, visserij en toerisme.
Inwoners van Yucatán worden Yucateken (Spaans: Yucatecos) genoemd.

## Geschiedenis
Aan het eind van de Klassieke Periode werd Yucatán het kernland van de Mayacultuur. Er zijn nog veel bouwwerken zoals tempels en piramides overgebleven. Een groot deel van het schiereiland werd geregeerd door achtereenvolgens Chichén Itzá en Mayapan. In 1441 werd de macht van Mayapan gebroken en viel het gebied uiteen in rivaliserende stadstaten.
Yucatán werd ontdekt door de Spaanse conquistador Francisco Hernández de Córdoba in 1517, al was er zes jaar eerder al een Spaans schip gestrand. Francisco de Montejo, el adelantado probeerde Yucatán voor Spanje te veroveren. Twee keer wist hij nagenoeg het gehele schiereiland in te nemen, maar beide keren werd hij weer verdreven. In 1540 had zijn zoon Francisco de Montejo, el mozo meer succes. Hij sloot een verbond met de stad Ti'ho, die hersticht werd als Mérida en wist de Mayahoofdman Tutul Xiu van Maní te verslaan. Montejo jr. wist de verovering te voltooien en in 1546 werd de verovering van Yucatán officieel voltooid verklaard.
Diego de Landa werd de eerste bisschop van Yucatán. Hij verbrandde een groot aantal Mayacodices, maar schreef tegelijkertijd ook een verslag over de gebruiken van de Maya's. Ze bekeerden zich uiteindelijk tot het christendom, maar zo nu en dan braken er nog wel opstanden uit, waarvan die van Can Ek II in de 17e eeuw de voornaamste is.
Hoe Yucatán aan zijn naam kwam
Uit De Nieuwe en onbekende weereld: of Beschryving van America en 't Zuid-land van Arnoldus Montanus (1671):

"Fernandez, Caizedus en Morantes oude burgers op Cuba verkreegen verlof van den land-voogd aldaer Diecus Velasques, om drie karveelen, met honderd en tien mannen bemand, toe te rusten, ten einde nieuwe kusten ontdekten. (...) Ses dagen was de vloot onder zeil geweest, wanneer land sagen: welk uit misverstand de benaeming Jucatan kreeg; ter oorsaek d'inwoonders, gevraegt na de naem der kust, jucatan antwoorden: daer sulx, als namaels bericht wierden, beduid: wy verstaen u niet." 
In 1821 werd Yucatán een deel van Mexico, maar door haar geïsoleerde positie en interne strijd wist Yucatán een redelijke mate van autonomie te handhaven. In 1840 verklaarde de Republiek Yucatán zich onafhankelijk. Drie jaar sloot het zich weer aan bij Mexico. In 1845 verklaarde het zich weer onafhankelijk. Toen twee jaar later de Kastenoorlog uitbrak, een opstand onder de autochtone bevolking, werd de Yucateekse regering gedwongen steun te zoeken bij Mexico en werd het weer een Mexicaanse deelstaat. De Kastenoorlog bleef decennialang voortduren. Op een bepaald moment wisten de Maya's de blanken bijna geheel van het schiereiland te verdrijven. Pas in 1901 keerde de rust weer, bij de inname van Chan Santa Cruz.
In 1857 scheidde Campeche zich af van Yucatán, en in 1974 werd Quintana Roo een aparte deelstaat.
Gedurende het Porfiriaat groeide Yucatán uit tot een van 's werelds grootste exporteurs van henequén (sisal). Arbeidsomstandigheden op de sisalplantages waren nauwelijks beter dan die van slaven. Er was in Yucatán dan ook veel animo voor de Mexicaanse Revolutie, die in 1910 uitbrak. Er vonden in Yucatán allerhande sociale experimenten plaats. Onder gouverneur Salvador Alvarado werd Yucatán de eerste staat waar het vrouwenkiesrecht werd ingevoerd. Na de Mexicaanse Revolutie werd de Socialistische Partij van het Zuidoosten (PSS) van Felipe Carrillo Puerto de machthebber in Yucatán. Carillo Puerto poogde een socialistische revolutie door te voeren in Yucatán, maar hij werd in 1924 door rivaliserende revolutionairen vermoord. De PSS verloor gaandeweg steeds meer macht aan de PRI.
Toen in de jaren 50 van de 20e eeuw Yucatán door middel van spoorlijnen met de rest van Mexico is verbonden, raakte het definitief uit zijn isolement. Sindsdien heeft het toerisme sisal vervangen als belangrijke inkomstenbron.
In 1976 werd Francisco Luna Kan als eerste Maya tot gouverneur gekozen en in 1991 werd Dulce María Sauri de eerste vrouwelijke gouverneur. Sinds 2024 is de gouverneur Joaquín Díaz Mena van Morena.

## Spoor- en tramwegen

Route van de Tren Maya

In 2023-2024 zijn de eerste delen van het Tren Maya-project gereedgekomen. Dit is een spoorlijn van Palenque (Chiapas) via Campeche langs de westkust naar Mérida en Cancún. Vervolgens gaat de route langs de oostkust en het zuiden van het schiereiland Yucatán terug naar de westkust. De westelijke route gaat grotendeels over reeds bestaande spoorwegtracés. In het oosten en zuiden van het schiereiland zijn geheel nieuwe lijnen aangelegd. De lijn in het oosten en zuiden zal in de zomer van 2024 geopend worden.
De eerste spoorlijn van de hoofdstad Mérida naar de havenstad Progreso werd geopend in 1881. Een tweede lijn van Mérida naar Izamal volgde in 1884. De aanleg van spoorlijnen ging daarna snel en rond 1900 heeft Yucatán al meer kilometers spoor dan andere Mexicaanse deelstaten. Pas in 1950 kwam er een spoorverbinding met de rest van Mexico, via Campeche en het Caraïbisch kustgebied. Tot die tijd werd de verbinding met de rest van Mexico verzorgd door een veerboot naar Veracruz.
Yucatán kende ooit duizenden kilometers smalspoor op de sisalplantages. In 1900 had Yucatan meer sporen dan alle andere staten. Het smalspoor diende voor het vervoer van sisal, suiker, maïs, en soms ook personen. De eerste lijnen bedienden de sisalindustrie en de plaatselijke bevolking. De plantages gebruikten Decauvillespoor van verschillende spoorwijdtes, maar de meest gebruikelijke was 500 mm.
Mérida had in 1907 een stadstramnet van 50 km met een spoorwijdte van 914 mm. Dit tramnet werd nooit geëlektrificeerd. Na de paardentractie werd overgestapt op stoom, batterijen en op het laatst benzinemotoren. In 1930 werd het stadsnet in Mérida opgeheven.
Op het platteland was een interlokaal tramnet op 914 mm-spoor. In 1907 besloeg dit 1535 km. Tot in de jaren 1940 bleven deze interlokale trams rijden.

## Cultuur

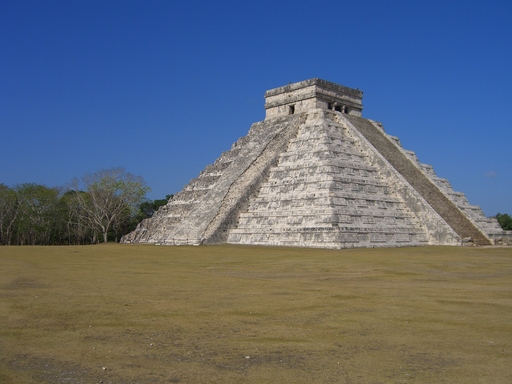
El Castillo in Chichén Itzá

Daar Yucatán in de koloniale tijd gedurende een lange tijd feitelijk onafhankelijk van Mexico bestuurd werd en doordat het geografisch relatief geïsoleerd van de rest van Mexico afligt, wijkt de cultuur van Yucatán op een aantal punten fors af van die van de rest van Mexico. De variant van het Spaans die in Yucatán wordt gesproken wijkt sterk af van het Mexicaans-Spaans en Mexicanen kunnen iemand die uit Yucatán komt aan de uitspraak herkennen. Taalkundigen delen het Yucateeks Spaans in bij het Centraal-Amerikaans Spaans. Verder spreekt in Yucatán meer dan een derde van de bevolking Yucateeks Maya als eerste taal en sommige opschriften en plaatsnaamborden zijn dan ook tweetalig. Ook op andere terreinen zijn Maya-invloeden duidelijk te merken. Zo wordt de Dag van de Doden (1-2 november), in het Yucateeks Hanal Pixan genoemd, bijzonder uitgebreid gevierd met veel symbolen die teruggaan naar de precolumbiaanse periode. Ook heeft Yucatán een eigen cuisine, met onder andere Poc Chuc (gerecht met varkensvlees), salbutes (variatie op de tortilla) en huevos motuleños (eiergerecht).
In Mérida bevindt zich het Museum van het Yucateekse Lied dat ingaat op de geschiedenis en de belangrijkste vertolkers van dit muziekgenre.

## Gemeenten
Yucatán bestaat uit 106 gemeenten, zie lijst van gemeenten van Yucatán.
Aguascalientes · Baja California · Baja California Sur · Campeche · Chiapas · Chihuahua · Coahuila · Colima · Durango · Guanajuato · Guerrero · Hidalgo · Jalisco · Mexico · Michoacán · Morelos · Nayarit · Nuevo León · Oaxaca · Puebla · Querétaro · Quintana Roo · San Luis Potosí · Sinaloa · Sonora · Tabasco · Tamaulipas · Tlaxcala · Veracruz · Yucatán · Zacatecas
Mexico-Stad